# Хвора людина Азії
«Хвора людина Азії», або «хвора людина Східної Азії» — вираз, утворений від вислову «хвора людина Європи», і спочатку стосувався Китаю кінця XIX — початку XX століть, який був примушений країнами Європи, США та Японією до підписання серії нерівних договорів і розколотий міжнародними розділеннями. Кульмінацією цього стало японське вторгнення в Китай як частина Другої світової війни.
У 1894 році китайський журналіст і письменник Цзен Пу (1872—1935) видав свою новелу «Квітка у грішному морі» під псевдонімом «Хвора людина Східної Азії» (кит.: 東亞病夫). Цей вислів також прозвучав у фільмі Брюса Лі «Кулак люті» (1972) та зустрічається в історії виклику на поєдинок китайського національного героя Хо Юаньцзя (1902 рік).
З кінця XX століття цей вислів також застосовувався до ряду інших країн Азії, включаючи Японію і Філіппіни.